# Hauroth
Hauroth ist eine Ortsgemeinde im Landkreis Cochem-Zell in Rheinland-Pfalz. Sie gehört der Verbandsgemeinde Kaisersesch an.

## Geographie
Hauroth liegt in der Osteifel. Zur Gemeinde gehören auch die Wohnplätze Sonnenhof, Tannenhof und Wiesenhof.

## Geschichte
Hauroth wurde erstmals 1103 erwähnt. Hauroth gehörte bis zum Ende des 18. Jahrhunderts zum kurtrierischen Amt Monreal und zum Hochgericht Masburg. Das Hochgericht Masburg war ein Lehen der Grafen von Virneburg. Im Trierer Feuerbuch aus dem Jahr 1563 sind 14 Feuerstellen (Haushalte) in Hauroth (Huroden) verzeichnet.
Im Jahr 1794 hatten französische Revolutionstruppen das Linke Rheinufer annektiert, von 1798 bis 1814 gehörte Hauroth zum Kanton Kaisersesch im Arrondissement Koblenz des Rhein-Mosel-Departements. Der Munizipalrat (Haurother Gemeindevertreter in der Mairie Kaisersesch) war 1808 der Bürger Theisen.
Aufgrund der Beschlüsse auf dem Wiener Kongress (1815) wurde die Region dem Königreich Preußen zugeordnet. Unter der preußischen Verwaltung kam die Gemeinde Hauroth zur Bürgermeisterei Kaisersesch im Kreis Cochem, der zum neuen Regierungsbezirk Koblenz sowie von 1822 an zur Rheinprovinz gehörte.
Seit 1946 ist die Gemeinde Hauroth Teil des Landes Rheinland-Pfalz, seit 1968 gehört sie der Verbandsgemeinde Kaisersesch an und seit 1969 zum Landkreis Cochem-Zell.

## Politik

### Gemeinderat
Der Gemeinderat in Hauroth besteht aus acht Ratsmitgliedern, die bei der Kommunalwahl am 9. Juni 2024 in einer Mehrheitswahl gewählt wurden, und dem ehrenamtlichen Ortsbürgermeister als Vorsitzendem.

### Bürgermeister
Stefan Schneider wurde am 18. Juni 2019 Ortsbürgermeister von Hauroth. Da bei der Direktwahl am 26. Mai 2019 kein Kandidat angetreten war, oblag die Neuwahl gemäß Gemeindeordnung dem Rat, der sich für Schneider entschied. Bei der Direktwahl am 9. Juni 2024 wurde erneut kein Wahlvorschlag eingereicht. In der konstituierenden Sitzung des neuen Gemeinderats am 9. Juli 2024 wurde Stefan Schneider für weitere fünf Jahre in seinem Amt bestätigt.
Schneiders Vorgänger waren seit 2014 Manfred Reuter, sowie zuvor Richard Roth, der das Amt 15 Jahre ausübte.

### Wappen
| Wappen von Hauroth | Blasonierung: „Durch einen schräglinken silbernen Wellenbalken von Rot und Grün geteilt. Oben ein durchbrochenes rundbogiges, durch drei gestaffelte, nasenbesetzte Spitzbögen unterteiltes goldenes Fenster. Unten drei goldene Ähren.“ |
| Wappen von Hauroth | |